# Majerovce
Majerovce (allemand : Meierhöfen bei Fröhnel est un village de Slovaquie situé dans la région de Prešov.

## Histoire
Première mention écrite du village en 1363.

## Démographie

### Évolution de la population
| Année:               | 1994. | 2004.   | 2014.   | 2024.   |
| -------------------- | ----- | ------- | ------- | ------- |
| Nombre de personnes: | 455   | 448     | 444     | 436     |
| Différence:          |       | -1,53 % | -0,89 % | -1,80 % |

| Année:               | 2023. | 2024.   |
| -------------------- | ----- | ------- |
| Nombre de personnes: | 431   | 436     |
| Différence:          |       | +1,16 % |